# Maurice Stacey
Maurice Stacey (* 8. April 1907 in Moreton, Shropshire; † 9. Oktober 1994 in Birmingham) war ein britischer Chemiker (Organische Chemie, Kernchemie), der sich vor allem mit Chemie der Kohlenhydrate befasste und insbesondere Polysacchariden.

## Leben
Stacey besuchte die Adams Grammar School in Newport. Er studierte Chemie an der Birmingham University, an der er 1929 seinen Bachelor-Abschluss erhielt und 1932 promovierte (und einen D.Sc. erhielt). Er blieb den Rest seiner Karriere an der Universität Birmingham bis auf die Zeit von 1933 bis 1937 als Beit Memorial Fellow for Medical Research an der London School of Hygiene and Tropical Medicine, an der er schon ab 1929 Polysaccharide von Schimmelpilzen präparierte und ab 1933 die komplexen Polysaccharide von Bakterien und Schimmelpilzen untersuchte und an der Präparierung von Typhus-Impfstoffen arbeitete. Er war zunächst ab 1929 Demonstrator an der Universität Birmingham, ab 1937 auf Einladung von Norman Haworth Lecturer, 1944 Reader in Biochemie und ab 1946 Professor für Chemie. In Birmingham richtete er Forschungsgruppen für fluororganische Chemie, Nukleinsäuren und analytische Chemie ein. 1956 wurde er Mason Professor und Leiter der Abteilung Chemie, was er bis zur Emeritierung 1974 blieb. Von 1963 bis 1966 war er Dekan der Fakultät für Naturwissenschaften. Auch nach seiner Emeritierung forschte er weiter als Honorary Senior Research Fellow in Radiochemie.

## Werk
1932 war er wesentlich an der unter Norman Haworth erfolgten Synthese von Vitamin C beteiligt, das er dabei auch als Erster persönlich isolierte. Haworth erhielt dafür den Nobelpreis.
1937 war er Gastprofessor an der Columbia University bei Michael Heidelberger. Dort studierte er die Polysaccharide von Pneumokokken und Streptokokken und nach seiner Rückkehr leitete er eine Forschungsgruppe zum Studium der von Mikroorganismen produzierten Polysaccharide, insbesondere Dextrane, aus denen er im Zweiten Weltkrieg Blutplasma-Ersatzmittel (Blutersatz) entwickelte.
Seine Haupttätigkeit nach Ausbruch des Zweiten Weltkriegs 1939 war aber die Beteiligung am britischen Atombombenprojekt (Tube Alloys Project, MAUD Committee). Dort wirkte er als Chemiker an der Produktion von Uranverbindungen, insbesondere Uranhexafluorid. Er konnte daneben aber auch noch einen kleinen Teil seiner Zeit der Chemie von Kohlenhydraten in kriegswichtigen Anwendungen  widmen, neben Dextranen auch der Herstellung von Glucose aus Kartoffeln. Außerdem war Captain der Home Guard von 1940 bis 1944 und gründete mit J. A. N. Friend die Chemical Defense School, in der die Home Guard in der Abwehr chemischer Kampfstoffe trainiert wurde. Auch später (von 1950 bis 1975) war er Berater im Zivilschutz in der Region Midland.
Nach dem Zweiten Weltkrieg gehörte er zum Gremium, das Harwell als ersten Standort der Atomic Energy Research Establishment festlegte und er war Berater der Atomenergiebehörde für Fluorkohlenwasserstoffe (Uran wurde vor allem als Uranhexafluorid chemisch verarbeitet).
Er veröffentlichte über 400 wissenschaftliche Arbeiten und hielt 20 Patente. Er förderte die Verbindung der Universitäten zur chemischen und pharmazeutischen  Industrie und war selbst Berater großer Firmen wie Glaxo, ICI, Dunlop, Lucas Industries und der Imperial Smelting Corporation.

## Ehrungen und Mitgliedschaften
1933 erhielt er die Meldola Medal des Royal Institute of Chemistry für seine Beteiligung an der Synthese von Vitamin C, 1944 den Tilden Prize der Royal Society of Chemistry (RSC, das Chemical Society) für seine Arbeiten zur Chemie von Mikroorganismen und 1971 hielt er als Erster die Haworth Memorial Lecture der RSC für Leistungen in der Chemie der Kohlenhydrate. 1979 erhielt er die Jubilee Memorial Medal der Society of Chemical Industry, 1975 die Centenary Medal der Universität Birmingham und er erhielt die John Scott Medal der Stadt Philadelphia und den großen Preis (Grand Award) der National Academy of Sciences. 1950 wurde er Fellow der Royal Society für seine Arbeiten zu Kohlenhydraten und Dextran und 1966 CBE für seine Arbeit im Zivilschutz. Er war mehrfacher Ehrendoktor (Keele University, Universität von Lima und nationale Universität von San Marcos). Er war mehrfach Vizepräsident der RSC (1950 bis 1953, 1955 bis 1958, 1960 bis 1963 und 1968 bis 1971). Er war Fellow des Royal Institute of Chemistry und Mitglied der Lunar Society in Birmingham.

## Schriften
- mit S. R. Barker: Polysaccharides of Micro-Organisms, Oxford University Press 1960
- mit S. R. Barker: Carbohydrates of Living Tissues, New York: Van Nostrand 1962